# Prokatedra św. Pawła w Valletcie
Prokatedra św. Pawła w Valletcie (ang. Saint Paul’s Pro-Cathedral, malt. Il-Pro-Katidral ta' San Pawl) – anglikańska prokatedra w Vallettcie, stolicy Malty. Należy do Archidiakonii Włoch i Malty diecezji Gibraltaru w Europie kościoła Anglii. Została zatwierdzona przez królową Adelajdę podczas jej wizyty na Malcie w XIX wieku, gdy dowiedziała się o braku anglikańskiej świątyni na wyspie. Została zbudowana na miejscu zburzonego w celu uzyskania miejsca pod nią Zajazdu Niemieckiego. Budowa rozpoczęła się w 1839 i zakończyła się w 1844. Świątynia została wzniesiona w stylu neoklasycystycznym. Obiekt jest wpisany na listę National Inventory of the Cultural Property of the Maltese Islands pod numerem 00552